# Carlos Schneberger
Carlos Adolfo Schneberger Lemp, spesso trascritto anche Schneeberger o Schnëeberger (Laturo, 21 giugno 1902 – Temuco, 1º ottobre 1973), è stato un calciatore cileno, di ruolo attaccante.
In suo onore è stato istituito l'"Estadio Carlos Schneeberger" a Temuco.

## Carriera
In carriera, Schneberger giocò per il Liceo de Temuco, il Colo Colo e il Green Cross.
Con la Nazionale cilena, Schneberger disputò i Giochi olimpici 1928 e il Campionato mondiale di calcio 1930 in Uruguay.